# ゴーソン・サティタマジット
ゴーソン・サティタマジット（タイ語: โกศล สถิตธรรมจิตร、英語: Kosol Satithamajit、1977年6月4日 - ）は、タイ王国の外交官。バンコクでの本省勤務、アメリカ合衆国や中国、ブルネイでの在外勤務を経て、2024年より在福岡総領事。チュラーロンコーン大学で国際関係論を専攻した後、シェフィールド大学大学院で国際政治経済学修⼠課程を修めた。

## 経歴
- 2001年 - 外務省⼊省 領事局旅券課 外交官補[1]
- 2002年 - 外務省 アセアン局秘書課 外交官補[1]
  - 外務省 アセアン局秘書課 三等書記官[1]
- 2004年 - 在ニューヨーク国際連合タイ政府代表部 三等書記官[1]
  - 在ニューヨーク国際連合タイ政府代表部 二等書記官[1]
- 2007年 - 在ニューヨーク国際連合タイ政府代表部 一等書記官[1]
- 2008年 - 外務省 広報局電波報道課 一等書記官[1]
- 2010年 - 在南寧タイ王国総領事館 領事[1]
- 2013年 - 外務省 国際経済局国際経済政策課 一等書記官[1]
- 2014年 - 外務省 国際経済局国際経済政策課 参事官[1]
  - 外務省 ⼤⾂室 参事官[1]
- 2016年 - 外務省 ⼤⾂室 公使参事官[1]
- 2017年 - 在ロサンゼルスタイ王国総領事館 副総領事[1]
- 2019年 - 外務省 東アジア局[2]第三課 課⻑[1][3]
- 2021年 - 外務省 次官事務局政策企画室 室⻑[1]
- 2023年 - 在ブルネイタイ王国⼤使館 公使（外務省情報局付）[1]
- 2024年 - 在福岡タイ王国総領事[1]